# Injy El Mokkaddem

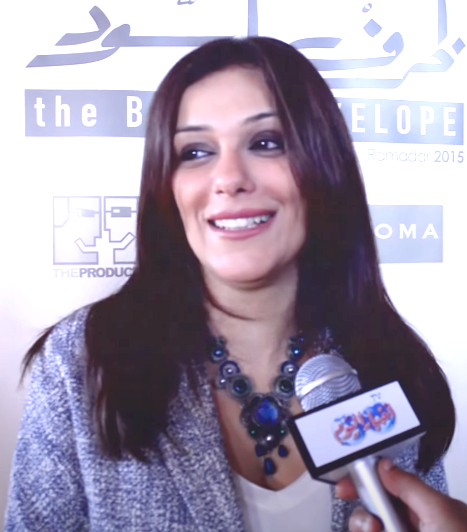
Injy El Mokkaddem

Injy El Mokkaddem (arabisch إنجي المقدم, DMG Inǧī al-Muqaddam; geb. 23. Juli 1977) ist eine ägyptische Moderatorin und Schauspielerin.
Injy El Mokkadem wuchs in Kairo auf und besuchte dort eine katholisch-armenische Privatschule. Sie studierte Psychologie an der American University in Cairo mit Nebenfach Theaterwissenschaft. Hiernach war sie zunächst in der Werbeindustrie tätig.
In den Medien trat sie zunächst als Nachrichtensprecherin auf. Ihre Karriere in der Unterhaltungsbranche begann sie als Fernsehmoderatorin beim Sender Orbit TV in der Spielsendung El Salem We El Thaaban. Ab 2006 war sie auch als Schauspielerin tätig. Sie hatte ihre erste Rolle in der Fernseh-Komödie Ahmed Itgawiz Muna. War sie zunächst vor allem in Komödien wie Harramt Ya Baba oder Sharbat Loz zu sehen, wechselte sie dann zum Drama und trat in Soqoot Hor, in 30 Youm, in La Totfe’ Al Shams in Kalam Banat, und in Layalie Eugenie auf. In der ägyptisch-amerikanischen Co-Produktion The 45 Rules of Divorce von 2021 spielte sie die Hauptrolle einer vierzigjährigen Autorin.